# Химекава
Химекава (яп. 姫川 химэкава) — река в Японии на острове Хонсю. Протекает по территории префектур Ниигата и Нагано.
Исток реки находится под горой Саносака (佐野坂丘陵, высотой 800 м), на территории деревни Хакуба (Нагано). Химекава протекает через впадину Хакуба (白馬盆地), где в неё впадают Хиракава (平川) и Мацукава (松川), далее течёт через горы, выходит на равнину и впадает в Японское море в городе Итоигава.
Длина реки составляет 60 км, на территории её бассейна (722 км²) проживает около 20 тыс. человек. Согласно японской классификации, Химекава является рекой первого класса.
Около 94 % бассейна реки занимает природная растительность, около 5 % — сельскохозяйственные земли, около 1 % застроено.
Уклон реки в верховьях составляет около 1/130, в среднем течении — 1/60, в низовьях — 1/110. Среднегодовая норма осадков в верховьях реки составляет около 2000 мм в год, а в низовьях около 2900 мм в год.